# Polistrat (poeta)
Polistrat (Polystratus) fou un poeta epigramàtic grec que apareix a la Garlanda de Meleagre; dos epigrames de Polistrat figuren a l'antologia grega un dels quals és sobre la destrucció de Corint el 146 aC. Va viure uns setanta o vuitanta anys abans que Meleagre i probablement poc després del 146 aC. Esteve de Bizanci esmenta a un Polistrat de Letòpolis, però no se sap si és el mateix personatge.